# 209 (tal)
209 är det naturliga talet som följer 208 och som följs av 210.

## Inom vetenskapen
- 209 Dido, en asteroid

## Inom matematiken
- 209 är ett udda tal.
- 209 är ett semiprimtal
- 209=16+25+34+43+52+61
- 209 är ett Prothtal.
- 209 är ett Ulamtal.